# チャップリンのお仕事
『チャップリンのお仕事』(チャップリンのおしごと、Work) は、1915年公開の短編サイレント映画。エッサネイ社による製作で、主演・監督はチャールズ・チャップリン。チャップリンの映画出演44作目にあたる。
チャップリンがかつて身を置いたミュージックホールの定番ネタが随所にちりばめられ、かつ強烈な皮肉精神を有した作品。チャップリンのここまでの出演・監督作品のみならず、この時点までに作られたあらゆるコメディ映画のなかでも注目すべき作品とみなされている。

## あらすじ
内装業の見習い職工のチャーリーは、親方（チャールズ・インズリー）とともにある家で内装の張替えを行うこととなった。その家では主（ビリー・アームストロング）が朝食が遅いことをなじり、妻（マータ・ゴールデン）は妻で家中を忙しく駆け回って親方とチャーリーに指図をする。家にはほかに美しいが何もしないメイド（パーヴァイアンス）がおり、妻のもとには自称フランス人伯爵（レオ・ホワイト）が訪ねてくる。さらには忘れたころに爆発するストーブもあった。親方とチャーリーは家で作業を始めるが、チャーリーは壁紙と格闘して家中を汚しに汚す。「伯爵」は家が混乱するたびに空気も読まずに現れ、主は銃を持って疑心暗鬼に陥る。やがて忘れていたころにストーブが爆発し、家は木っ端みじんに。家の者はがれきの下から這い出して顔を覗かせ、チャーリーは爆発元のストーブから辛うじて顔を出すのであった。

## 背景
チャップリンの伝記を著した映画史家のデイヴィッド・ロビンソンは、『チャップリンのお仕事』においては労働が完全に負のイメージで描かれていることを指摘する。その代表的なシーンとしてロビンソンは、前半部において作業資材が高く積まれた荷車を引き、御者台に座ったインズリー演じる親方に散々な仕打ちを受けるチャーリーの姿を挙げており、「奴隷労働を描いた、悪夢のような、グロテスクな、そして滑稽とはいえ恐ろしくさえある一連のイメージ」、と評している。あくまでコメディ映画なので滑稽は重要な要素であり、チャーリーが受けた数々の仕打ちは、ストーリーの中盤以降で親方に対して反撃を行う伏線にもなっているが、「搾取と屈辱的労働の強烈なイメージが作り上げられているのも事実」とも指摘している。
チャップリンは他に、中流階級と労働者階級の間に横たわる不信感を巧みに皮肉っている。その皮肉を象徴するシーンとしてロビンソンは「マータ・ゴールデン演じる主の妻が食堂にあった銀食器のことを思い出し、作業を行っていた職人連中に侮蔑の眼差しを向けたあと、金目のものを片っ端からかき集めて金庫にしまうが、職人連中がこっそりくすねていた金目のものをチャーリーがかき集め、自分のポケットにしまいこんだあとに安全ピンでポケットの口を閉じる」シーンを挙げ、チャップリンの洞察力を賞賛している。
ロビンソンは『チャップリンのお仕事』の総評として、「D・W・グリフィスの大作に劣らぬ独創性を示していた」と論じている。
壁紙張りのシーンは後年、『サーカス』（1928年）と『ニューヨークの王様』（1957年）にも登場する。
なお、『チャップリンのお仕事』製作中のチャップリンは、エッサネイ社ナイルズ撮影所に代わる新物件を探していたが、『チャップリンのお仕事』ではブラッドベリ・マンションを撮影所の代わりとして使用した。このブラッドベリ・マンションはのちに正式に入手してマジェスティック撮影所となった。ラストで家が倒壊するギャグはキーストン時代の『チャップリンとパン屋』のラストで披露した物の再現である。そこにはなぜかエドナがいないというシーンになっている。

## キャスト
出典：
- チャールズ・チャップリン - 内装業の見習い職工
- チャールズ・インズリー（英語版） - 内装業の親方
- エドナ・パーヴァイアンス - メイド
- ビリー・アームストロング（英語版） - 家の主
- マータ・ゴールデン（英語版） - 家の主の妻
- レオ・ホワイト - 紳士の訪問客
- パディ・マグワイア（英語版） - 石膏の担ぎ手

ほか